# Bestiaire de Northumberland
Le Bestiaire de Northumberland est un manuscrit d'un bestiaire enluminé, daté vers 1250-1260 et contenant 112 miniatures. Il doit son nom à son ancien propriétaire, le duc de Northumberland. Il est désormais conservé à la J. Paul Getty Museum sous la cote Ms.100.

## Historique
L'origine précise du manuscrit est inconnue. Il pourrait avoir été réalisé vers 1250 et 1260 dans le nord de l'Angleterre. Son contenu et ses miniatures sont directement inspirées d'un autre bestiaire, actuellement conservé à la British Library et daté lui des années 1200-1210 (Royal MS 12 C XIX),.
Le premier propriétaire connu de l'ouvrage est Robert Turges, gentilhomme de Melcombe Regis dans le Dorset vers 1508-1509, comme indiqué au folio 73. Plus tard, il est en possession de Grace Fitzjames (morte en 1725) toujours dans le Dorset. Par héritage, il est acquis par les ducs de Northumberland et est conservé dans leur château d'Alnwick. Il est mis en vente le 29 novembre 1990 chez Sotheby's à Londres (lot 101) et acquis par un particulier pour la somme de 2,97 millions de livres sterling. Il est finalement cédé au J. Paul Getty Museum de Los Angeles en juin 2007.

## Description
Le manuscrit contient des extraits de l'Imago mundi d'Honoré d'Autun, du livre de la Genèse, des Etymologiae d'Isidore de Séville et enfin le texte habituel des bestiaires anglais qui est une adaptation du Physiologus. Il contient 122 miniatures encadrées, tracées à la plume et colorées, dans un style qui rappelle l'enluminure anglo-saxonne. Il pourrait avoir été inspiré, de même que l'exemplaire de la British Library, d'un modèle plus ancien contenant des miniatures de ce style. Ce style relativement simple, mais qui se retrouve dans un grand nombre de miniatures, en fait un manuscrit intermédiaire entre les exemplaires luxueux et les ouvrages les plus modestes.
Une centaine d'animaux différents sont représentés en miniature : cela va d'animaux tout à fait réels comme le lion ou la souris à des animaux fabuleux comme la licorne, l'hydre ou le crocotta.

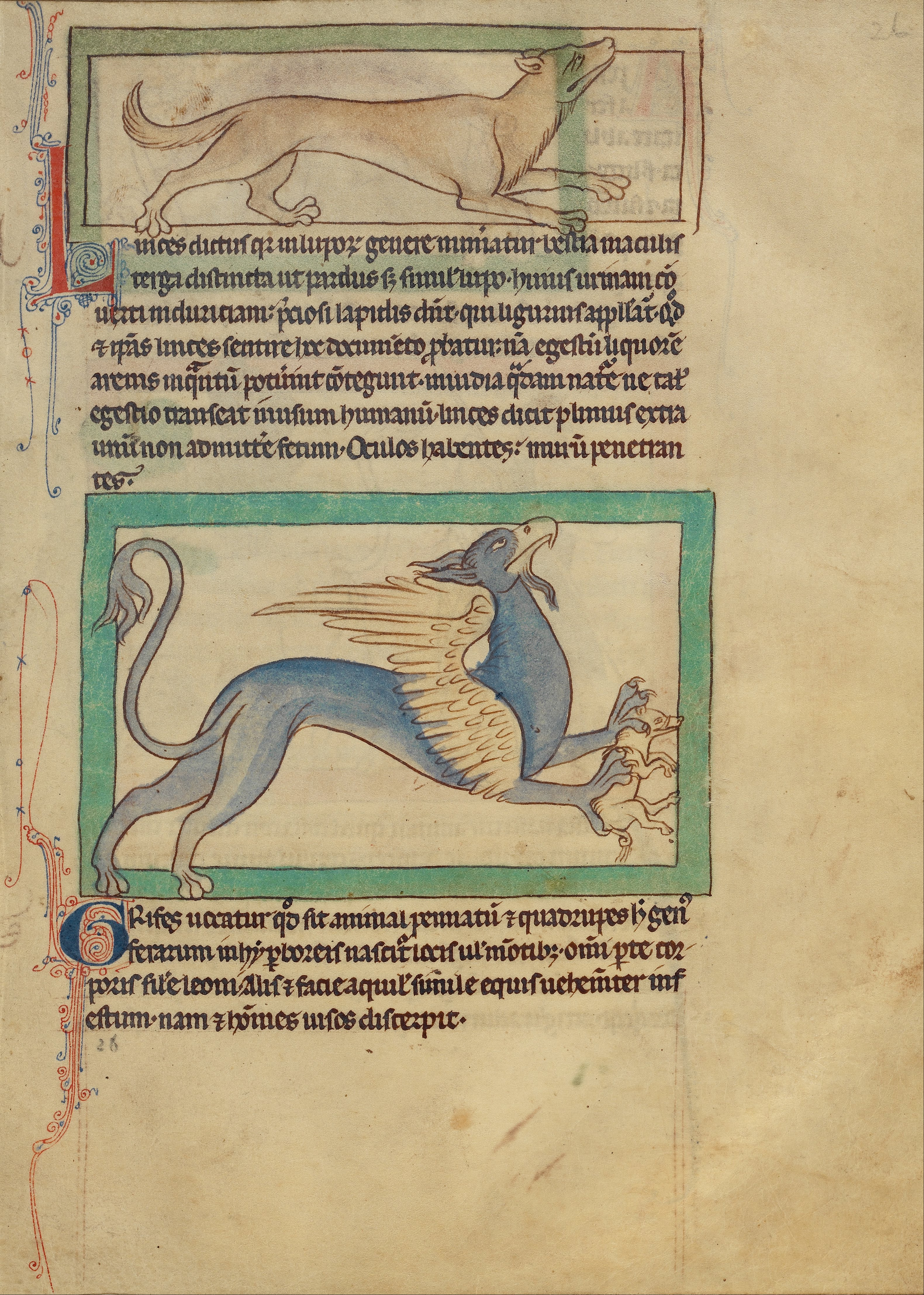
Le lynx et le griffon, f.26
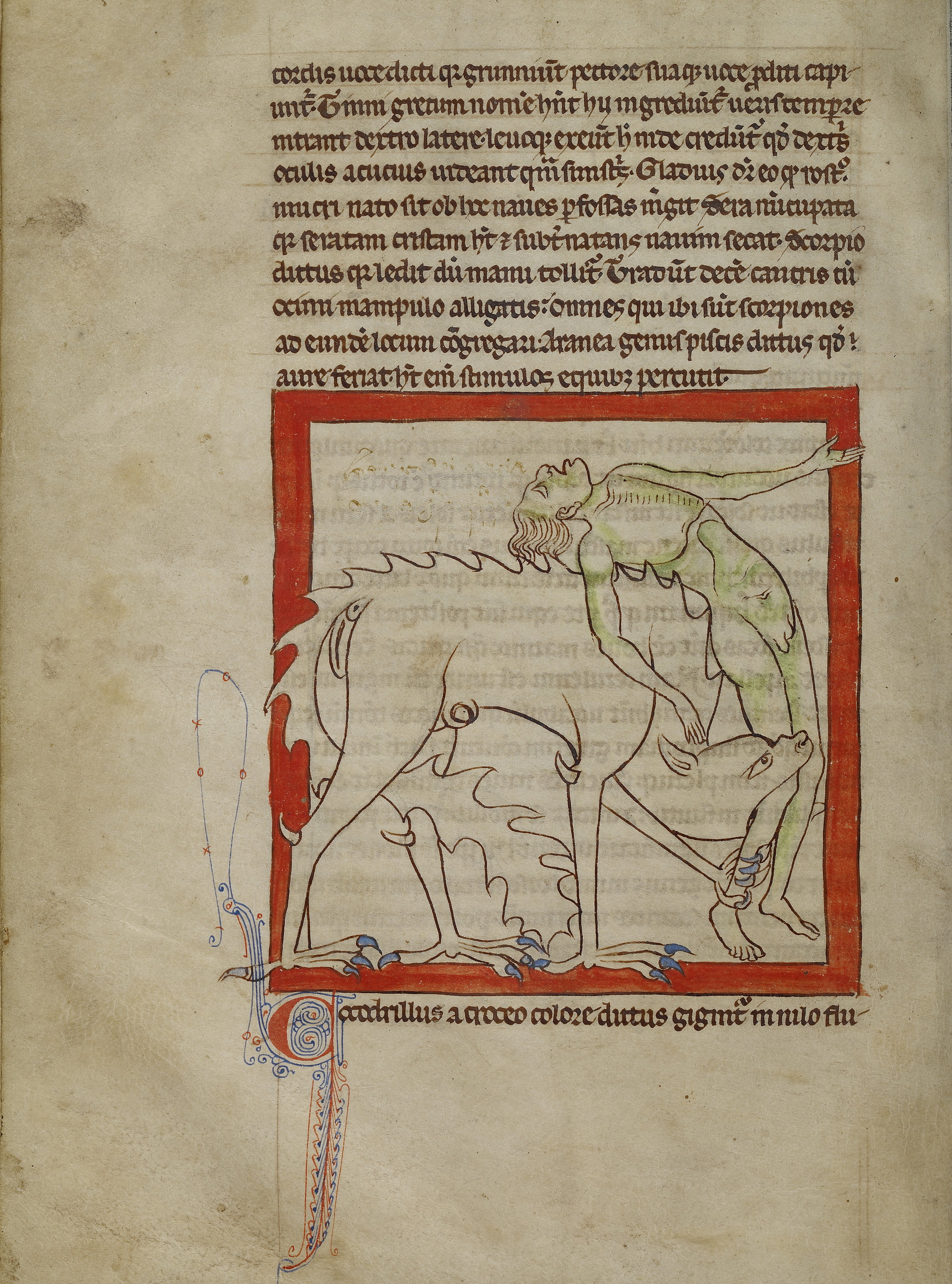
Le crocodile mangeant un homme, f.49v
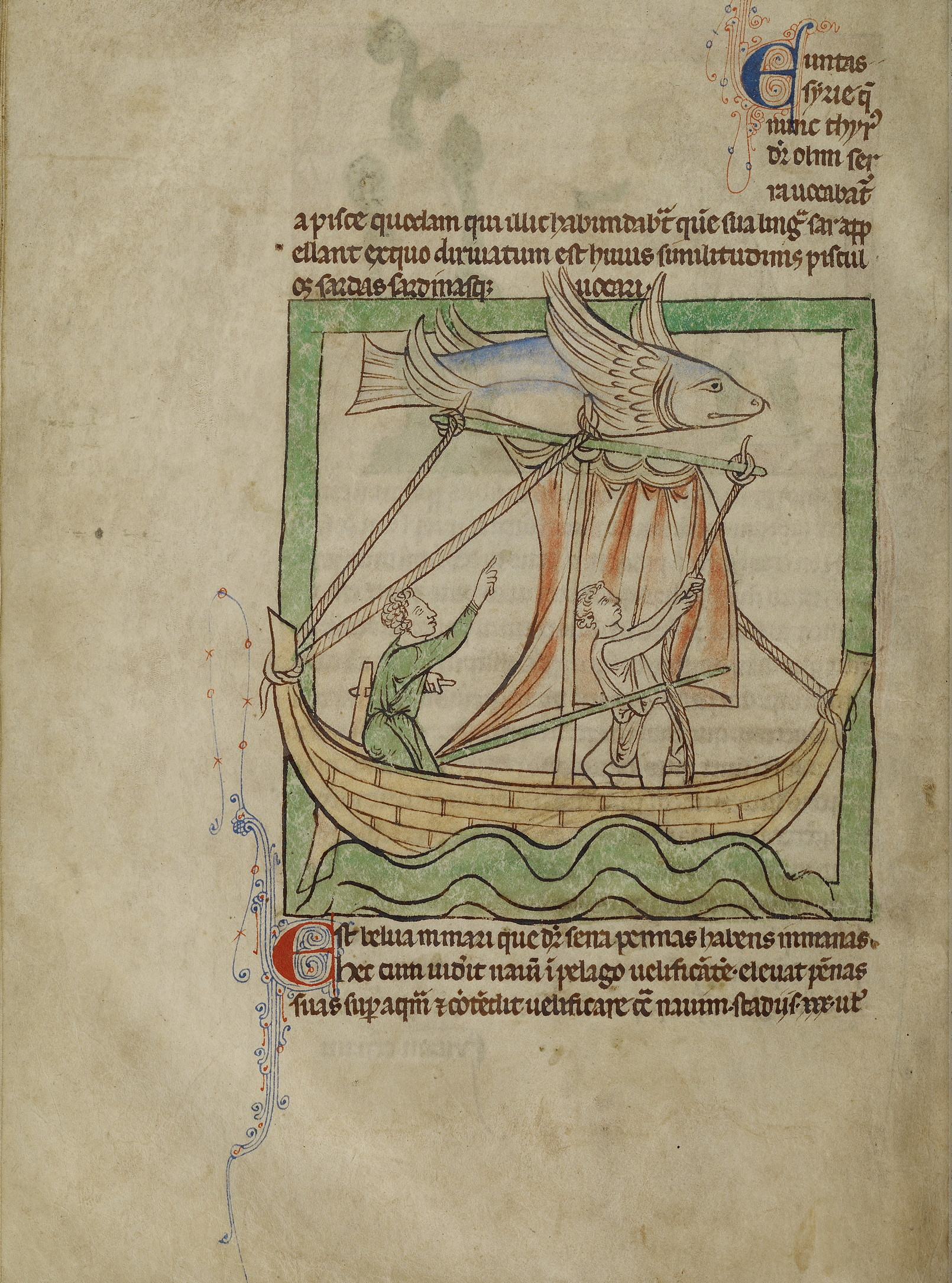
Le poisson volant, f.46v